# Ciências do ambiente
As ciências do ambiente são um campo académico multidisciplinar que integra ciências físicas, biológicas e da informação para o estudo do ambiente e soluções para problemas ambientais. Entre estas ciências estão a ecologia, biologia, física, química, zoologia, mineralogia, oceanografia, limnologia, ciências do solo, geologia, ciências da atmosfera, geografia e geodesia. As ciências do âmbiente surgiram a partir dos campos da história natural  e da medicina durante o Iluminismo. Hoje em dia, permitem uma abordagem integrada, quantitativa e interdisciplinar ao estudo dos sistemas ambientais.
Entre as áreas de estudo relacionadas estão os estudos ambientais e a engenharia do ambiente. Os estudos ambientais integram ciências sociais para compreender as relações humanas, percepções e políticas em relação ao ambiente. A engenharia ambiental foca-se no design e tecnologia destinados a melhorar a qualidade do ambiente. Os problemas ambientais incluem quase sempre a interação de processos físicos, químicos e biológicos. Os cientistas ambientais trabalham em tópicos como a compreensão dos processos terrestres, a avaliação de sistemas de energia alternativos, controlo e mitigação da poluição, gestão de recursos naturais e os efeitos do aquecimento global, aplicando análises sistémicas aos problemas ambientais.
As ciências ambientais tornaram-se campo ativo de investigação científica nas décadas de 1960 e 1970, devido à necessidade de uma abordagem multidisciplinar para analisar problemas ambientais complexos, devido ao aparecimento de diversas leis ambientais que exigiam protocolos de investigação específicos e ao aumento da consciencialização pública da necessidade de ação para resolver problemas ambientais.